# Osterode am Harz
Osterode am Harz, ofta kallad Osterode, är en stad i Niedersachsen i norra Tyskland. Den är belägen på sydvästra sluttningen av Harz-bergen och är huvudort i kretsen Osterode am Harz.
Osterode var 1361-1449 residens för hertigarna av
Braunschweig-Lüneburg-Grubenhagen. Det intogs av svenskarna 1628, varefter dess befästningar förstärktes genom Axel Oxenstiernas försorg.